# Bujačić
Bujačić (em cirílico: Бујачић) é uma vila da Sérvia localizada no município de Valjevo, pertencente ao distrito de Kolubara. A sua população era de 422 habitantes segundo o censo de 2011.

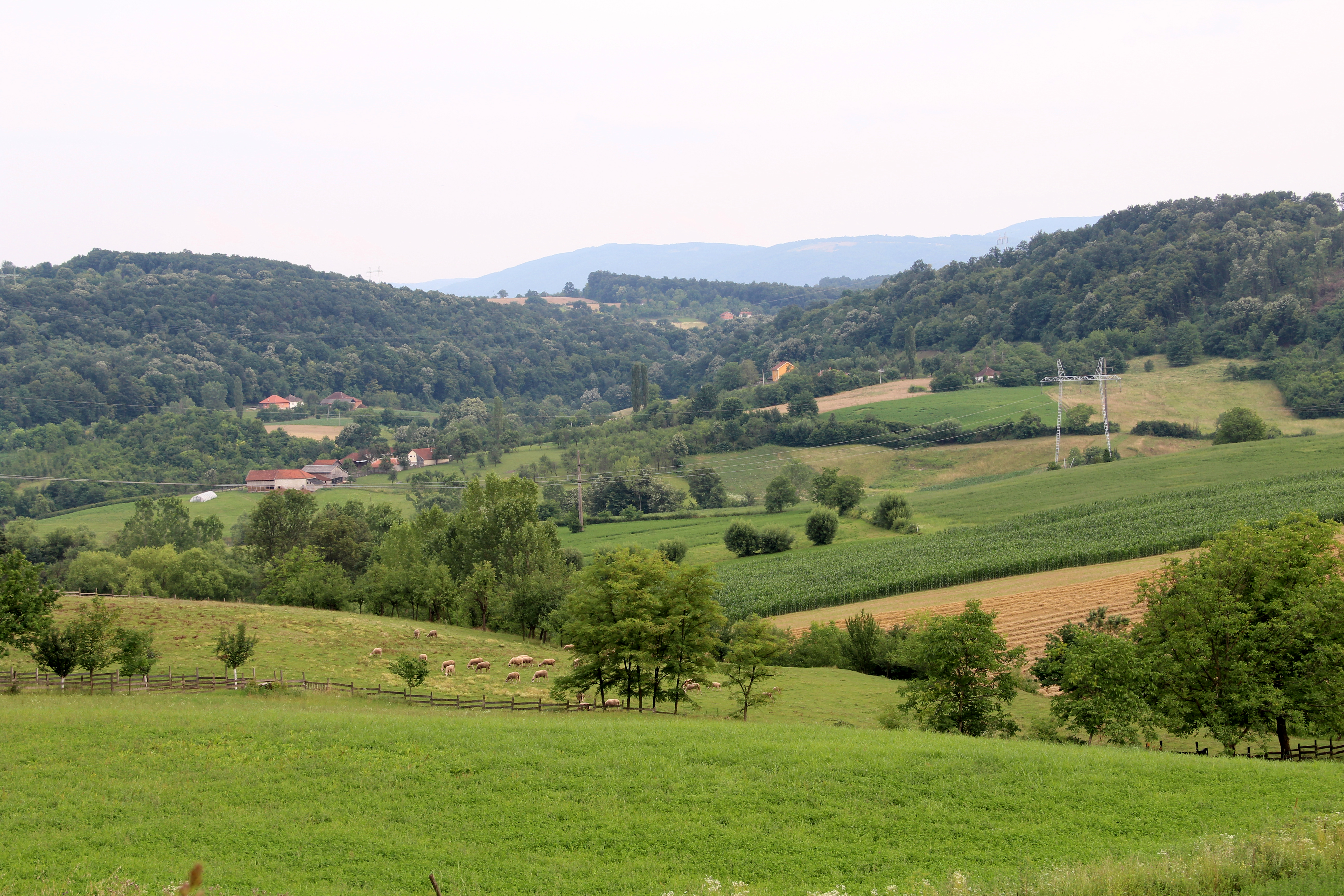
Bujačić - panorama
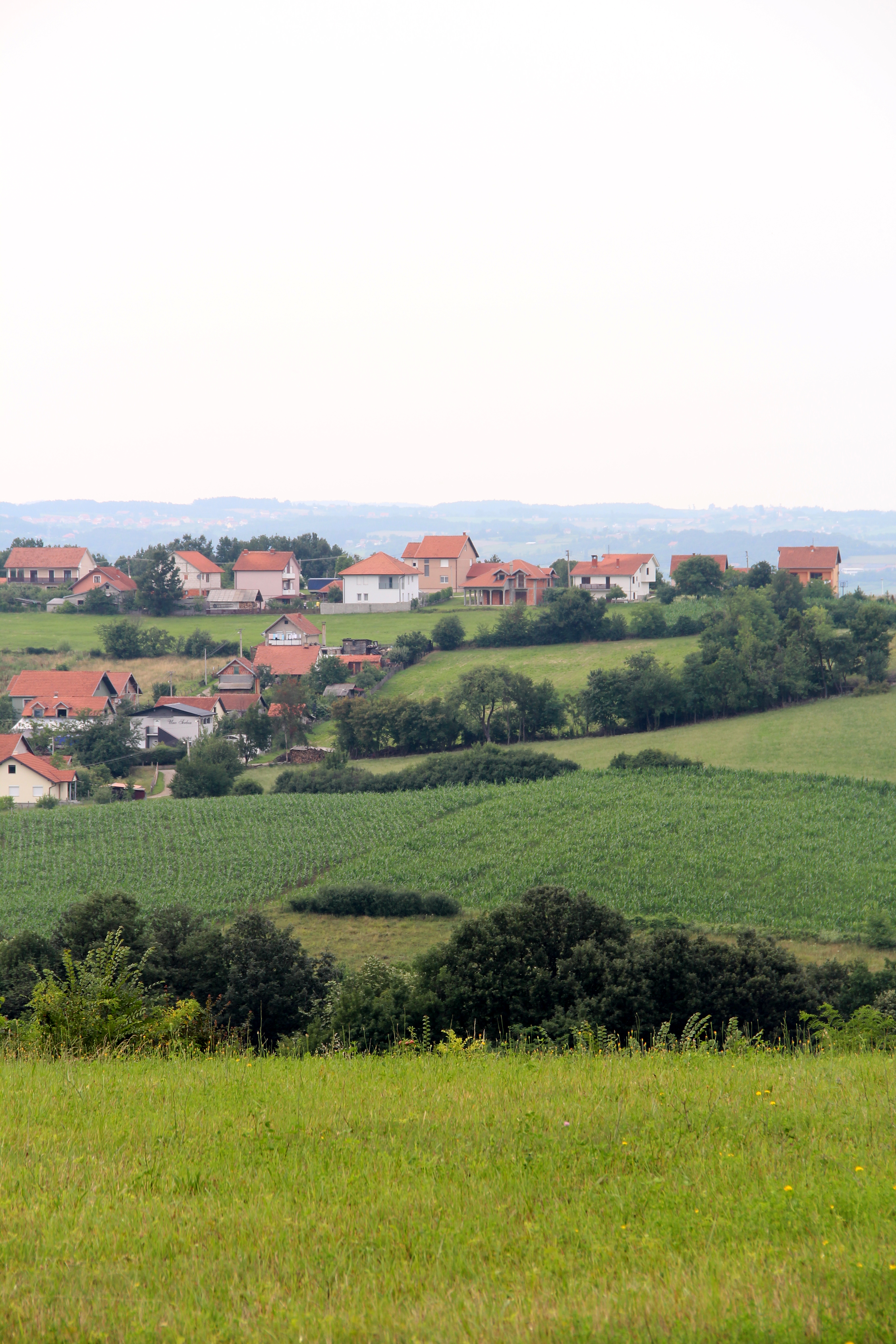
Bujačić - panorama
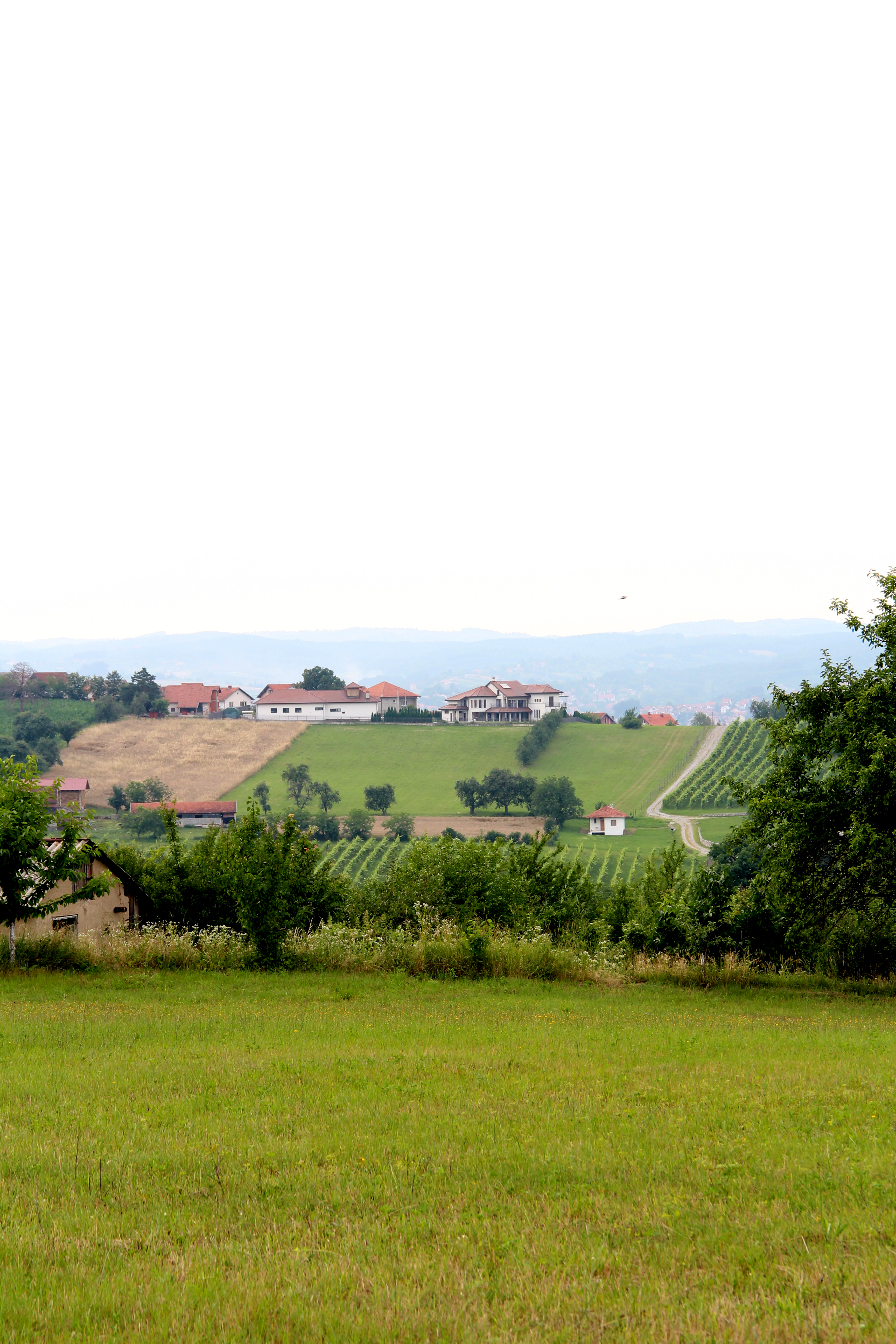
Bujačić - panorama
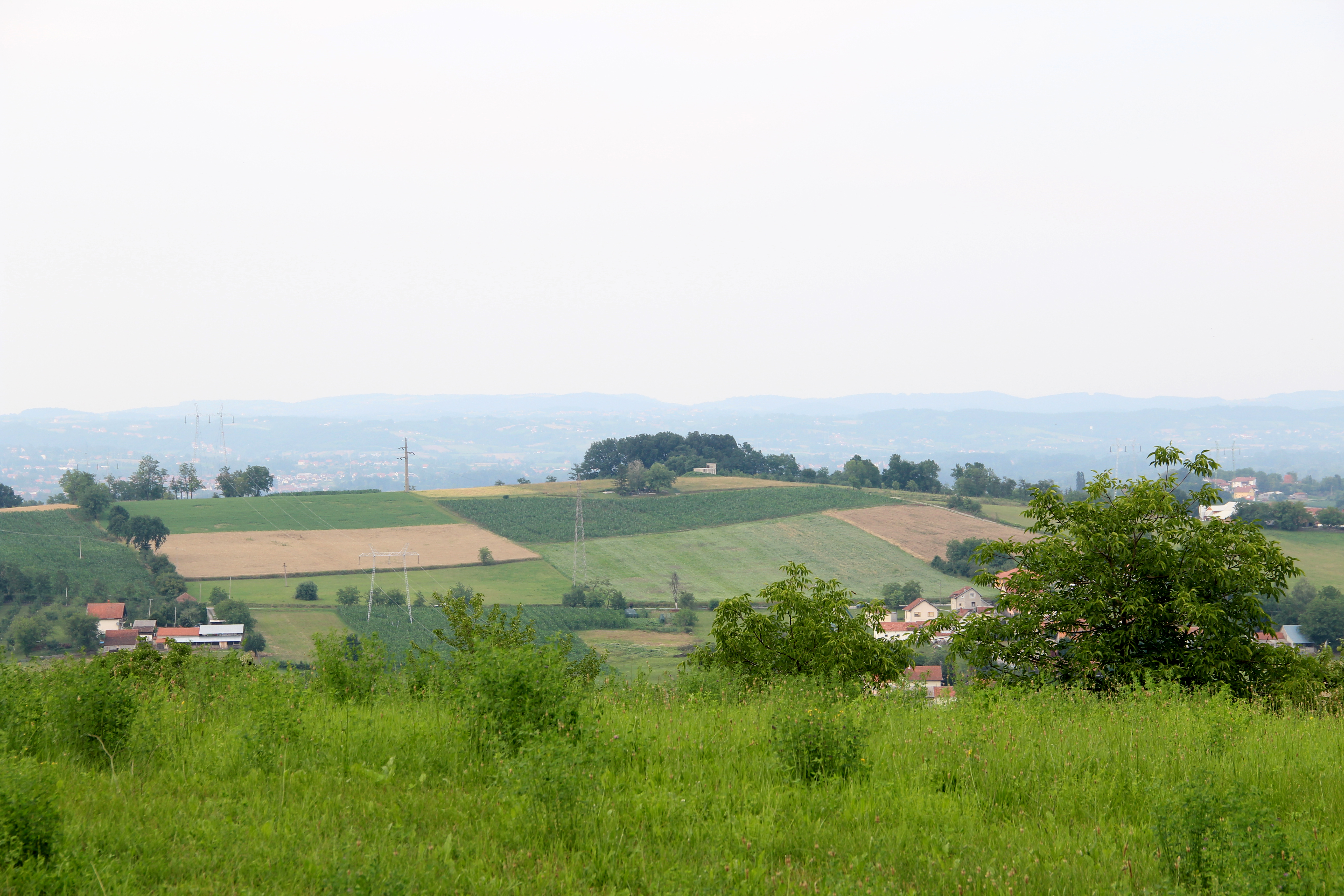
Bujačić - panorama
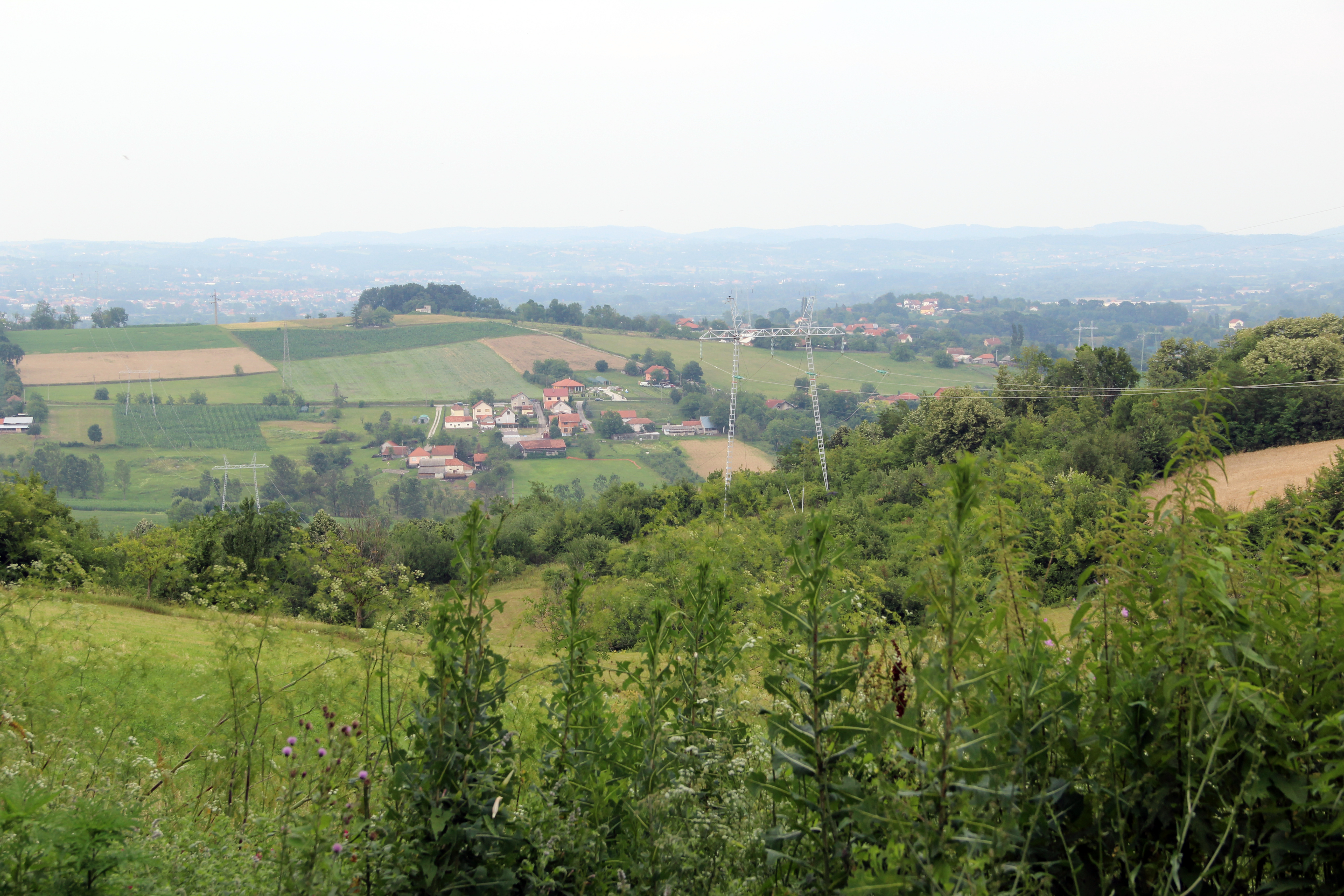
Bujačić - panorama
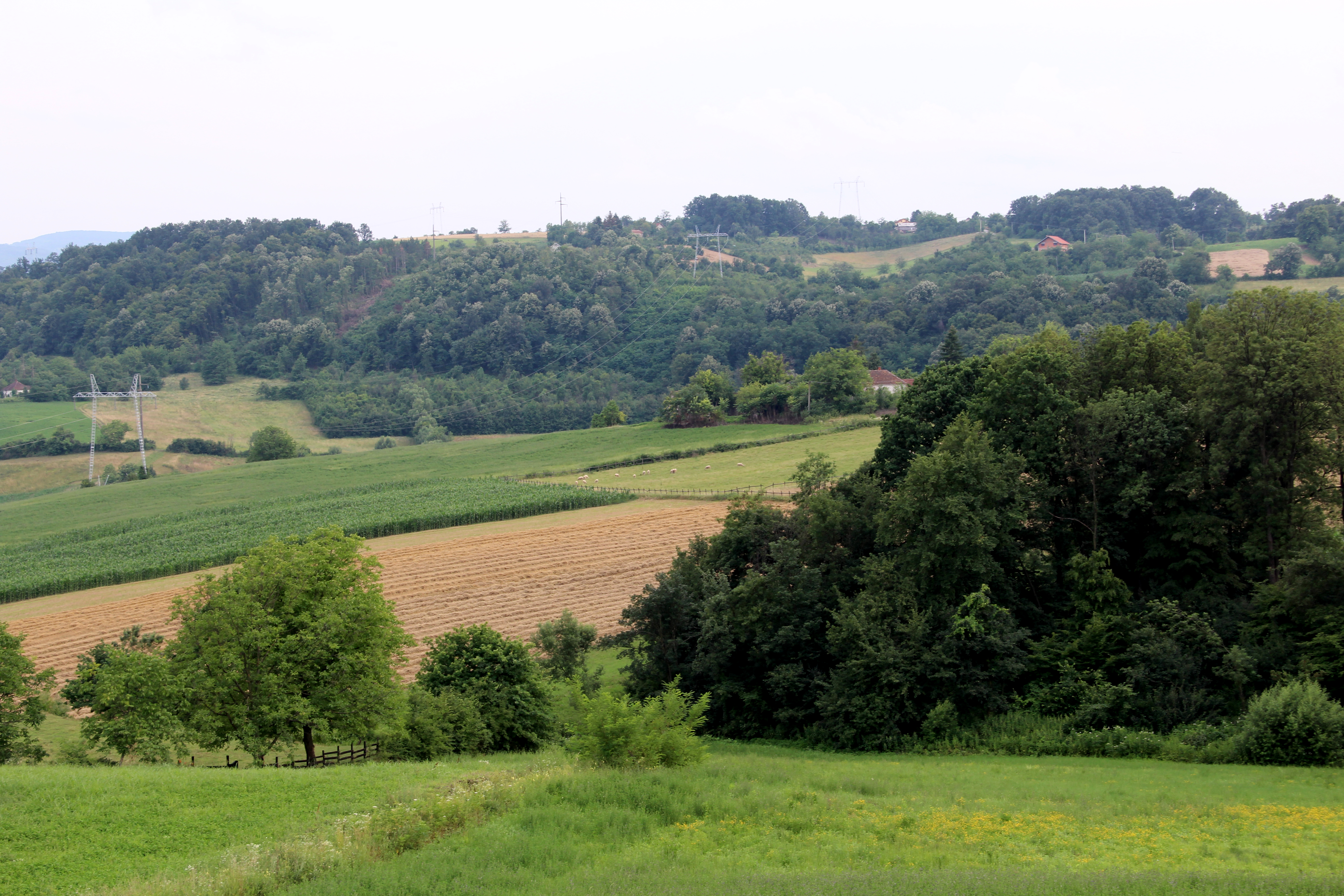
Bujačić - panorama
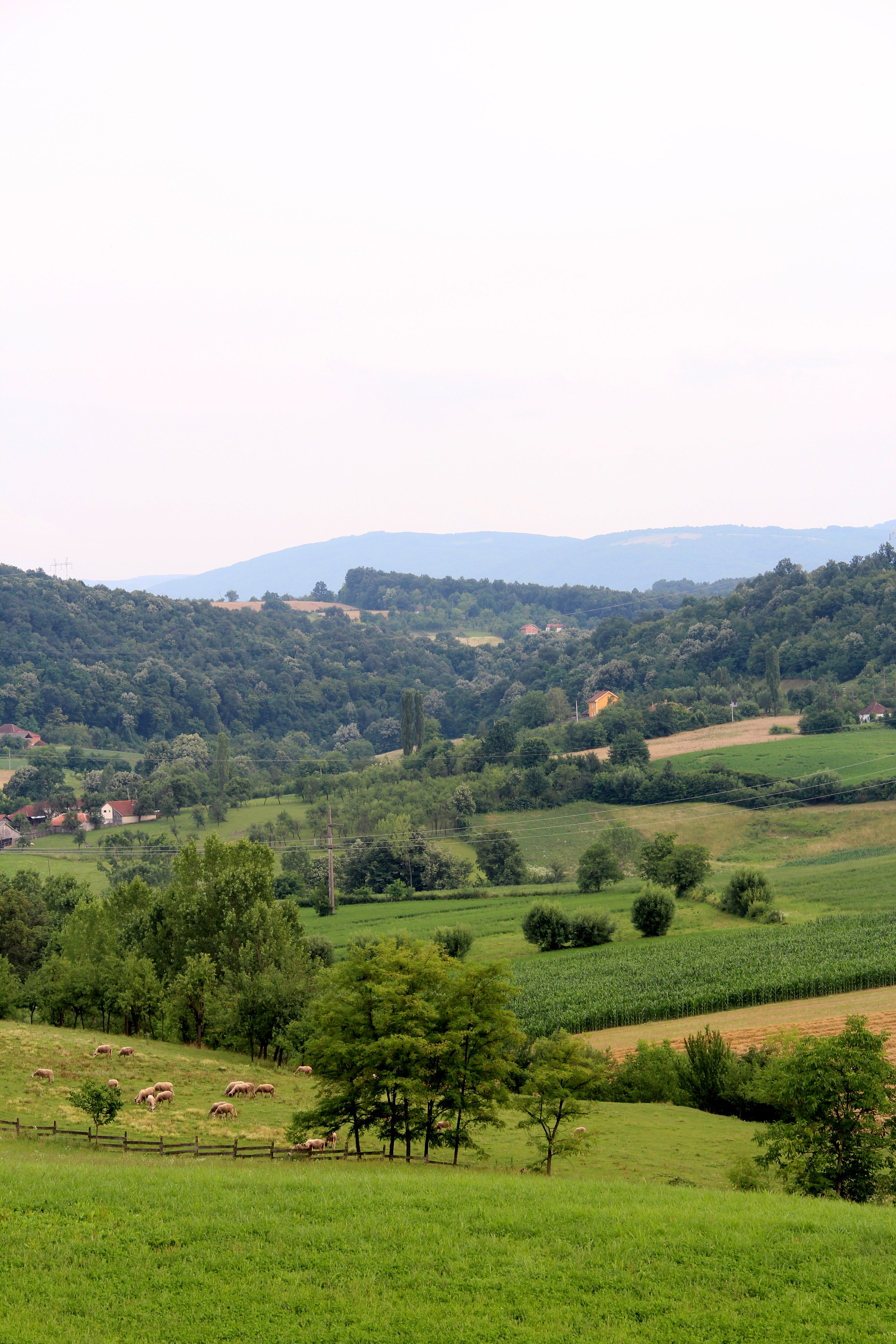
Bujačić - panorama

## Demografia
| 1948 | 1953 | 1961 | 1971 | 1981  | 1991 | 2002 | 2011 |
| ---- | ---- | ---- | ---- | ----- | ---- | ---- | ---- |
| 498  | 539  | 611  | 878  | 1 192 | 401  | 357  | 422  |